# Systoechus albidus
Systoechus albidus är en tvåvingeart som beskrevs av Friedrich Hermann Loew 1860. Systoechus albidus ingår i släktet Systoechus och familjen svävflugor. Inga underarter finns listade i Catalogue of Life.